# Opuntia antillana
Opuntia antillana ist eine Pflanzenart in der Gattung der Opuntien (Opuntia) aus der Familie der Kakteengewächse (Cactaceae). Das Artepitheton antillana verweist auf das Vorkommen der Art auf den Großen Antillen.

## Beschreibung
Opuntia antillana wächst strauchig, fast kriechend und bildet große Gruppen mit Durchmessern von mehr als 1 Meter. Die leicht abfallenden, verkehrt eiförmigen, an der Basis schmalen Triebabschnitte sind 7 bis 20 Zentimeter lang. Die darauf befindlichen Blattrudimente sind konisch bis pfriemlich, die großen Areolen braun bewollt und die zahlreichen Glochiden gelb. Die drei bis sechs ungleichen, kräftigen drehrunden, gelben Dornen vergrauen im Alter oder werden weiß. Sie sind 1 bis 6 Zentimeter lang.
Die gelben Blüten erreichen eine Länge von 5 bis 7 Zentimeter und werden mit der Zeit rötlich. Die rötlich purpurfarbenen Früchte sind bis zu 4 Zentimeter lang.

## Verbreitung und Systematik
Opuntia antillana ist in der Karibik verbreitet.
Die Erstbeschreibung erfolgte 1918 durch Nathaniel Lord Britton und Joseph Nelson Rose.

## Nachweise